# Halffterius rufoclavatus
Halffterius rufoclavatus är en skalbaggsart som beskrevs av Henri Jekel 1865. Halffterius rufoclavatus ingår i släktet Halffterius och familjen tordyvlar. Inga underarter finns listade i Catalogue of Life.